# Істон (Мен)
Істон (англ. Easton) — місто (англ. town) в США, в окрузі Арустук штату Мен. Населення — 1320 осіб (2020).

## Демографія
Згідно з переписом 2010 року, у місті мешкало 1287 осіб у 536 домогосподарствах у складі 352 родин. Було 596 помешкань
Расовий склад населення:
| - 96,6 % — білих - 0,9 % — корінних американців - 0,3 % — чорних або афроамериканців - 0,1 % — азіатів |

До двох чи більше рас належало 2,0 %. Частка іспаномовних становила 0,9 % від усіх жителів.
За віковим діапазоном населення розподілялося таким чином: 23,7 % — особи молодші 18 років, 60,4 % — особи у віці 18—64 років, 15,9 % — особи у віці 65 років та старші. Медіана віку мешканця становила 42,5 року. На 100 осіб жіночої статі у місті припадало 98,6 чоловіків;  на 100 жінок у віці від 18 років та старших — 94,8 чоловіків також старших 18 років.
Середній дохід на одне домашнє господарство  становив 57 194 долари США (медіана — 40 455), а середній дохід на одну сім'ю — 72 071 долар (медіана — 58 542). Медіана доходів становила 35 938 доларів для чоловіків та 35 694 долари для жінок. За межею бідності перебувало 13,0 % осіб, у тому числі 13,0 % дітей у віці до 18 років та 9,8 % осіб у віці 65 років та старших.
Цивільне працевлаштоване населення становило 591 особа. Основні галузі зайнятості: освіта, охорона здоров'я та соціальна допомога — 30,6 %, виробництво — 16,4 %, роздрібна торгівля — 14,4 %.